# Anathallis reedii
Anathallis reedii är en orkidéart som först beskrevs av Carlyle August Luer, och fick sitt nu gällande namn av Fábio de Barros. Anathallis reedii ingår i släktet Anathallis och familjen orkidéer. Inga underarter finns listade i Catalogue of Life.